# Економски факултет Универзитета у Тузли
Економски факултет Универзитета у Тузли је високошколска установа која је настала од Више економско-комерцијалне школе која је мењала пар пута име пре него што је постала Економски факултет. Првом променом добила је име Виша пословна школа, да би касније постала Висока пословна школа.
На Вишој економско-комерцијалној школи, Вишој пословна школи, Високој пословној школи и Економском факултету је дипломирало више од 5000 студената.

## Студије
Студије се одвијају по Болоњском процесу, на три нивоа – основне, мастер и докторске академске студије и по принципима 4+1+3 и 3+2+3.

### Основне академске студије
Студије првог циклуса се одвијају на три студијска смера:
- Економија – четири године, стиче се звање Бачелор економије, постоје усмерења унутар овог смера
- Пословна економија – три године, стиче се звање Бачелор пословне економије, постоје усмерења унутар овог смера
- Менаџмент у туризму – три године, стиче се звање Бачелор менаџмента у туризму и нема усмерења унутар смера

### Мастер академске студије
Студије другог циклуса се одвијају на три студијска смера:
- Економија – једну годину, стиче се звање Магистар економије, постоје усмерења унутар овог смера
- Пословна економија – две године, стиче се звање Магистар пословне економије, постоје усмерења унутар овог смера
- Менаџмент у туризму – две године, стиче се звање Магистар менаџмента у туризму, нема усмерења унутар смера

### Докторске академске студије
Студије трећег циклуса се одвијају на једном студијском смеру:
- Економија – три године, стиче се звање Доктор наука (dr. sc), постоје усмерења